# Rookgas

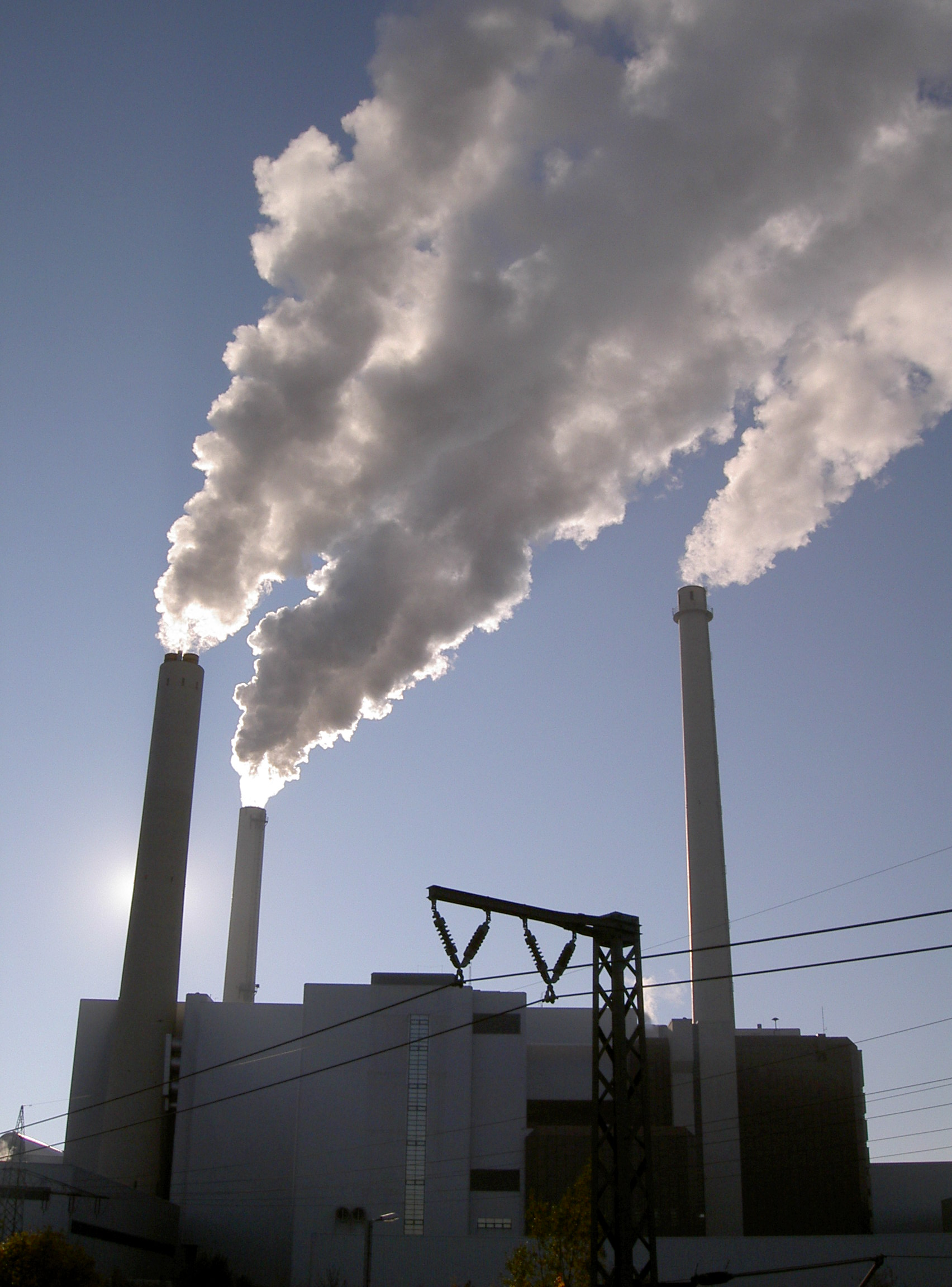
Rook uit een fabrieksschoorsteen.

Rookgas is het  gasvormig mengel, dat overblijft na de verbranding van een brandstof. Rookgas is een zeer bijtende substantie.
Afhankelijk van de samenstelling van de brandstof, en de omstandigheden waaronder de brandstof verbrand wordt, kan rookgas onder andere de volgende componenten bevatten:
- stikstofgas
- koolstofdioxide
- koolstofmonoxide
- stikstofoxiden
- zwaveldioxide
- waterdamp